# Analyst
Analyst est une revue scientifique à comité de lecture fondée en 1877 par John Muter. Ce mensuel publie des articles de recherches originales dans le domaine de la chimie analytique.
D'après le Journal Citation Reports, le facteur d'impact de ce journal était de 4,107 en 2014. Le directeur de publication est Paul Bohn (Université de Notre Dame, États-Unis).